# Today I Am a Clown
Today I am A Clown, llamado Hoy ya soy un payaso en España y Hoy soy un payaso en Hispanoamérica, es un episodio perteneciente a la decimoquinta temporada de la serie animada Los Simpson, estrenado en Estados Unidos el 7 de diciembre de 2003. Fue escrito por Joel H. Cohen, dirigido por Nancy Kruse, y las estrellas invitadas fueron Jackie Mason como el Rabino Hyman y Mr. T como sí mismo. En el episodio, Krusty el payaso celebra su bar mitzvah, por lo que Homer lo reemplaza en la televisión con su propio programa.

## Sinopsis
Todo comienza cuando la familia Simpson hace fila para usar el mismo, pero ninguno nota que Maggie se encierra accidentalmente en el baño. Finalmente es liberada gracias a Lisa. La familia encuentra en la puerta al Dr. Hibbert, que declara que Santa's Little Helper había dejado preñada a su perrita, Rosa Barks, y por eso les había traído los cachorros.
Lisa le recuerda a sus padres que el perro fue llevado por Homer a esterilizar, pero este indica que sintió lástima del perro por lo que nunca había completado la tarea. Debido a las exigencias de Marge, Bart y Lisa reparten los cachorros entre la gente de la ciudad, incluyendo a Krusty el Payaso.
Krusty se va a dar un paseo con su nuevo cachorro y llega al barrio judío de Springfield, donde el Paseo Judío de la Fama y descubre que su estrella no estaba. Luego, en una oficina de trámites le revelan que no tiene una estrella porque no había tenido un bar mitzvah, lo cual significaba que no era un hombre judío. Los niños llevan a Krusty a ver a su padre, quien le dice que su hijo no había tenido un bar mitzvah debido a su actitud transgresora e inmadura. Sin embargo, accede a ayudar a Krusty para lograr su estrella, enseñándole todo lo relacionado con el judaísmo. Como buen judío, Krusty no podía hacer su programa los sábados (el Sabbath); por lo tanto, debía buscar un reemplazo, y selecciona a Homer para ocupar ese lugar. El programa de Homer era un talk show, y estaban como panelistas Moe, Lenny (súbitamente reemplazado por Barney y Disco Stu) y Carl. El programa se vuelve un éxito; mientras tanto, Krusty continúa aprendiendo sus tradiciones judías.
Como el programa de Homer tenía demasiado éxito, el de Krusty es cancelado en el Canal 6. Lisa le sugiere a Homer que use su poder para un buen uso, como decir cosas que ayuden a la humanidad, pero cuando el programa cambia de rumbo, pierde audiencia y el éxito se desvanece, terminando cancelado. Homer nota que por hacer caso a Lisa, su fama llegó a su fin pero Marge lo consuela y se van juntos en familia.
Krusty, luego de ser despedido del Canal 6, vende los derechos de transmisión de su bar mitzvah a la cadena Fox. Con su bar mitzvah, presentando a Mr. T como estrella invitada, Krusty obtiene mucho éxito y audiencia, pero el espectáculo decepciona a su padre. Krusty siente remordimiento, expresando que quiere tener un verdadero bar mitzvah, de manera tradicional.
El episodio termina con Krusty teniendo un bar mitzvah casi serio donde Mr. T también fue invitado.